# Olivia Borlée
Olivia Borlée (Woluwe-Saint-Lambert, 10 de abril de 1986) é uma velocista e campeã olímpica belga.
Ganhou a medalha de bronze no Campeonato Mundial de Atletismo de 2007, em Osaka, Japão, integrando o revezamento 4x100 m que estabeleceu novo recorde nacional belga com o tempo de 42.75. Em Pequim 2008, integrou novamente o mesmo revezamento, junto com Hanna Mariën, Élodie Ouédraogo e Kim Gevaert, chegando em segundo lugar atrás da equipe da Rússia, ficando com a medalha de prata. Entretanto, em 16 de agosto de 2016,  o Comitê Olímpico Internacional, após reexames com técnicas mais avançadas de amostras de atletas daqueles Jogos, desclassificou a equipe russa por conta do teste positivo de uma de suas integrantes, Yuliya Chermoshanskaya, para as substâncias proibidas  estanozolol e turinabol. A medalha de ouro foi então realocada à equipe belga, fazendo de Brolée uma campeã olímpica.
Sem competir em Londres 2012, aos 30 anos, oito anos depois, ela foi a porta-bandeira da delegação da Bélgica na Parada das Nações na cerimônia de abertura dos Jogos Olímpicos Rio 2016. Competiu nos 200 m rasos sem entretanto conseguir classificação para as finais.
Em 10 de setembro de 2016, durante o Memorial Van Damme, última etapa do circuito da Diamond League no Estádio Rei Balduíno em Bruxelas e na frente de seu povo num estádio lotado, Borlée recebeu a medalha de ouro olímpica de Pequim 2008, junto com suas companheiras de revezamento, das mãos do presidente do COI na época dos Jogos de Pequim, Jacques Rogge, ele também um belga, do presidente da IAAF Sebastian Coe e do presidente do Comitê Olímpico Belga, Pierre-Olivier Beckers.
Ela é irmã dos gêmeos Jonathan e Dylan Borlée, também velocistas que conquistaram um quinto lugar integrando o revezamento 4x400 m belga nos mesmos Jogos de Pequim 2008. Todos os irmãos são treinados pelo pai, Jacques Borlée, ele mesmo um ex-velocista e campeão belga de 100, 200 e 400 m rasos nos anos 70 e 80.